# Невіо Скала
Не́віо Ска́ла (італ. Nevio Scala, нар. 22 листопада 1947) — італійський футбольний тренер, колишній гравець, винороб.

## Тренерська кар'єра
Скала був тренером дортмундської «Парми», «Боруссії» і турецького «Бешікташа».
Привів до перших золотих медалей в українській історії «Шахтар». Фахівцеві знадобилося всього півроку, щоб «Шахтар» нарешті зійшов на «золотий» п'єдестал.

## Титули і досягнення

### Гравець
- Чемпіон Італії (1):

«Мілан»: 1967-68
- Володар Кубка володарів кубків (1):

«Мілан»: 1967-68
- Володар Кубка європейських чемпіонів (1):

«Мілан»: 1968-69
- Чемпіон Європи (U-18): 1966

### Тренер
- Володар Кубка Італії (1):

«Парма»: 1991-92
- Володар Кубка володарів кубків (1):

«Парма»: 1992-93
- Володар Суперкубка Європи (1):

«Парма»: 1993
- Володар Кубка УЄФА (1):

«Парма»: 1994-95
- Володар Міжконтинентального кубка (1):

«Боруссія» (Дортмунд): 1997
- Чемпіон України (1):

«Шахтар»: 2001-02
- Володар Кубка України:

«Шахтар»: 2001-02
- Володар Кубка Росії:

«Спартак» (Москва): 2002-03